# Liga de Honra de 2005–06
A edição de 2005-2006 da Liga de Honra foi a décima sexta edição deste escalão do futebol português.
Foi disputada por 18 clubes: 3 despromovidos da Primeira Liga, 3 promovidos da II Divisão, e os restantes que tinham permanecido; a última edição neste formato.
O vencedor foi o Beira-Mar. Acompanhou na subida à Primeira Divisão apenas mais uma equipa devido à restruração no que se referia ao número de clubes em prova na época seguinte o Desportivo das Aves, que ficou em segundo lugar.
Moreirense, Sporting da Covilhã, Barreirense, Ovarense e Maia foram despromovidos para a II Divisão.
Felgueiras e Alverca que na época anterior se tinham classificado em 11º e 13º lugar respectivamente foram excluídos por não terem feito pagamentos à Liga Portuguesa de Futebol Profissional. As vagas foram ocupadas pelo Gondomar e Chaves, que tinham ficado em 16º e 17º lugar na época anterior.

## Equipas
Equipas a disputar a edição em relação à edição anterior:
| Despromovidas da Primeira Liga - Beira-Mar - Estoril-Praia - Moreirense | Mantidos - Desportivo das Aves - Desportivo de Chaves - Feirense - Gondomar - Maia - Leixões - Marco - Olhanense - Ovarense - Portimonense - Santa Clara - Varzim | Promovidos à 2ª Divisão de Honra' - Barreirense - Sporting da Covilhã - Vizela |

## Tabela classificativa
|     | Equipa              | Pts | J  | V  | E  | D  | GM | GS | +/- | Comments                      |
| --- | ------------------- | --- | -- | -- | -- | -- | -- | -- | --- | ----------------------------- |
| 1.  | Beira-Mar           | 68  | 34 | 18 | 14 | 2  | 45 | 18 | +27 | Promovidos à Primeira Divisão |
| 2.  | Desportivo das Aves | 64  | 34 | 18 | 10 | 5  | 47 | 30 | +17 | Promovidos à Primeira Divisão |
| 3.  | Leixões             | 62  | 34 | 17 | 11 | 6  | 47 | 19 | +28 |                               |
| 4.  | Varzim              | 52  | 34 | 13 | 13 | 8  | 47 | 39 | +8  |                               |
| 5.  | Olhanense           | 52  | 34 | 13 | 13 | 8  | 41 | 28 | +13 |                               |
| 6.  | Santa Clara         | 51  | 34 | 13 | 12 | 9  | 45 | 32 | +13 |                               |
| 7.  | Gondomar            | 51  | 34 | 14 | 9  | 11 | 56 | 41 | +15 |                               |
| 8.  | Chaves              | 50  | 34 | 13 | 11 | 10 | 40 | 36 | +4  |                               |
| 9.  | Estoril Praia       | 45  | 34 | 11 | 12 | 11 | 44 | 43 | +1  |                               |
| 10. | Feirense            | 44  | 34 | 12 | 8  | 14 | 44 | 44 | 0   |                               |
| 11. | Vizela              | 44  | 34 | 11 | 11 | 2  | 42 | 48 | -6  |                               |
| 12. | Portimonense        | 43  | 34 | 10 | 13 | 11 | 36 | 36 | 0   |                               |
| 13. | Moreirense          | 42  | 34 | 11 | 9  | 13 | 36 | 37 | -1  |                               |
| 14. | Sp. Covilhã         | 42  | 34 | 10 | 12 | 12 | 37 | 42 | -5  | Despromoção para a II Divisão |
| 15. | Barreirense         | 35  | 34 | 8  | 11 | 15 | 31 | 41 | -10 | Despromoção para a II Divisão |
| 16. | Marco               | 29  | 34 | 7  | 8  | 19 | 32 | 63 | -31 | Despromoção para a II Divisão |
| 17. | Ovarense            | 25  | 34 | 6  | 7  | 21 | 36 | 72 | -36 | Despromoção para a II Divisão |
| 18. | Maia                | 24  | 34 | 6  | 6  | 22 | 30 | 67 | -37 | Despromoção para a II Divisão |

Nota 1: cada vitória valia 3 pontos
Nota 2: quando dois ou mais clubes têm os mesmos pontos, a classificação é determinada pelos resultados dos jogos entre eles.

## Treinadores
Alguns dos treinadores das equipas no decorrer da época:
| Equipa              | Treinador                        |
| ------------------- | -------------------------------- |
| Barreirense         | Rui Bento                        |
| Beira-Mar           | Augusto Inácio                   |
| Chaves              | António Caldas                   |
| Desportivo das Aves | Neca                             |
| Estoril Praia       | Litos Daúto Faquirá              |
| Feirense            | Henrique Nunes Francisco Chaló   |
| Gondomar            | Nicolau Vaqueiro                 |
| Leixões             | Rogério Gonçalves Vítor Oliveira |
| Maia                | Eurico Gomes                     |
| Marco               | Jorge Regadas                    |
| Olhanense           | Paulo Sérgio                     |
| Ovarense            | Tulipa                           |
| Portimonense        | Diamantino Miranda               |
| Santa Clara         | Mário Reis                       |
| Varzim              | Horácio Gonçalves                |
| Vizela              | Carlos Garcia                    |